# Aðalsteinsson
Aðalsteinsson ist ein männlicher isländischer Name.

## Herkunft und Bedeutung
Aðalsteinsson ist ein Patronym und bedeutet Aðalsteinns Sohn. Die weibliche Entsprechung ist Aðalsteinsdóttir (Aðalsteinns Tochter).

## Namensträger
- Aðalsteinn Aðalsteinsson (* 1962), isländischer Fußballspieler
- Arnór Sveinn Aðalsteinsson (* 1986), isländischer Fußballspieler
- Baldur Ingimar Aðalsteinsson (* 1980), isländischer Fußballspieler
- Jón Hnefill Aðalsteinsson (1927–2010), isländischer Religionswissenschaftler